# 艾因阿塞勒
36°47′11″N 8°22′57″E / 36.78639°N 8.38250°E
艾因阿塞勒（阿拉伯语：‎），是阿爾及利亞的城鎮，位於該國東北部塔里夫省，由塔里夫區負責管轄，面積95平方公里，海拔高度123米，2008年人口16,285，人口密度每平方公里172人。